# Филёв, Владислав Феликсович
Владисла́в Фе́ликсович Филёв (род. 31 августа 1963, Южно-Сахалинск) — российский предприниматель, генеральный директор «S7 AirSpace Corporation».

## Биография
Родился 31 августа 1963 года в семье военного в Южно-Сахалинске.
Окончил Военный инженерный Краснознамённый институт имени А. Ф. Можайского (современное название — Военно-космическая академия имени А. Ф. Можайского).
В 1985—1993 годах служил в Ракетных войсках стратегического назначения в должности военного инженера.
В 1992 году попал в автокатастрофу, в результате которой был вынужден уволиться из Вооруженных Сил России.
С 1993 по 1996 годы работал заместителем директора по экономике завода ЗАО «Металлист» (г. Новосибирск).
В апреле 1996 года возглавил совет директоров инвестиционной компании «Еврофинансы-Новосибирск».
В октябре 1996 стал заместителем директора ОАО «БогучанГЭСстрой» по финансовым вопросам, затем — по перспективному развитию и планированию.
В декабре 1997 года избран председателем совета директоров авиакомпании «Сибирь» как представитель ИК «Русинпром-Инвест», в марте 1998 года стал гендиректором авиакомпании «Сибирь».
С июня по август 1999 года по совместительству работал гендиректором «Внуковских авиалиний».
12 мая 2009 года назначен генеральным директором ЗАО «Группа компаний С7».
В 2016 году избран председателем совета директоров дочерних обществ S7 Group.
24 февраля 2025 года, из-за российского вторжения в Украину, Филёв был включён в санкционный список Великобритании, также под санкции попала авиакомпания S7.

## Личная жизнь
Был женат на Наталии Филёвой до её гибели в 2019 году, являвшейся председателем совета директоров ЗАО «Группа компаний S7». У них трое детей.

## Награды
- Орден Дружбы (5 февраля 2024 года) — за достигнутые трудовые успехи и многолетнюю добросовестную работу[7].